# Републикански път III-9042
Републикански път IIІ-9042 е третокласен път, част от Републиканската пътна мрежа на България, преминаващ изцяло по територията на Варненска област. Дължината му е 22,5 km.
Пътят се отклонява надясно при 10,8 km на Републикански път III-904 в центъра на село Пчелник и се насочва на север. Пресича река Камчия, минава през село Венелин и се изкачва на Авренското (Момино) плато. Преминава през селата Садово и Бенковски и на 1 km северно от последното се свързва с Републикански път III-9006 при неговия 2,4 km.
| Пътища, отклоняващи се надясно (населено място, № на пътя, посока на пътя) | km   | Пътища, отклоняващи се наляво (посока на пътя, № на пътя, населено място) |
| -------------------------------------------------------------------------- | ---- | ------------------------------------------------------------------------- |
| Община Долни чифлик, III-904, 10,8 km, с. Пчелник →                        | 0,0  | → с. Пчелник, 10,8 km, III-904, Община Долни чифлик                       |
| с. Венелин                                                                 | 4,1  | с. Венелин                                                                |
| Община Аврен                                                               | 8,6  | Община Аврен                                                              |
|                                                                            | 9,3  | → общински път (за с. Аврен)                                              |
| с. Садово                                                                  | 11,3 | с. Садово                                                                 |
| (за с. Добри дол) общински път ←                                           | 15,9 |                                                                           |
| (за селата Болярци и Китка) общински път, с. Бенковски ←                   | 21,3 | с. Бенковски                                                              |
| (от 121,7 km на I-9) III-9006, 2,4 km →                                    | 22,5 | → 2,4 km, III-9006 (до с. Синдел)                                         |